# 釜の淵公園
釜の淵公園（かまのふちこうえん）とは、東京都青梅市大柳町にある観光公園。

## 概要
青梅市中部に位置し、公園の真ん中を多摩川が貫く。水の公園という別名も持ち、春は桜、夏は河原遊びを楽しむことができる。
1967年（昭和42年）に開園。「釜の淵」という名称は多摩川が岩盤にぶつかって大きく流れを変える淵があることから命名された。
青梅市立郷土博物館、国の重要文化財に指定された茅葺きの民家「旧宮崎家住宅」が位置する。旧宮崎家住宅はもともとは市内の成木にあり、1979年（昭和54年）にこの公園へ移築された。
多摩川にかかる鮎美橋は、1984年に建設された斜張橋で、青梅市の関係者は「関東一美しい橋」だと評している。
また、園内に板垣退助の像があり、これは1961年（昭和36年）に彫刻家の松野伍秀によって作られたもので、明治時代に板垣退助が周辺で鮎釣りをしていたことに由来する。

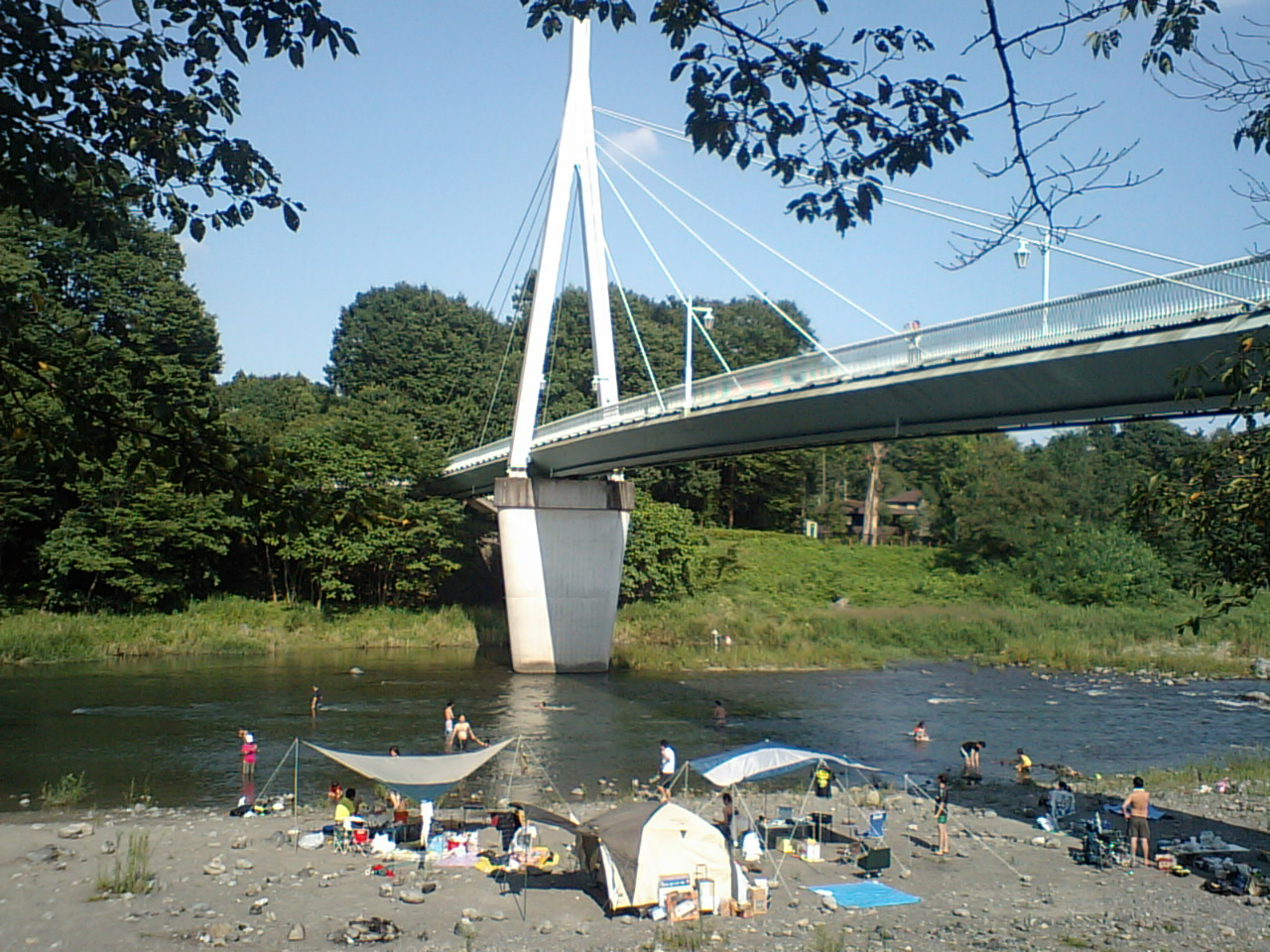
鮎美橋

## 周辺
- 青梅市文化交流センター
- 青梅鉄道公園

## 交通アクセス
- JR青梅線・青梅駅から徒歩15分
- 圏央道・青梅ICから車で奥多摩方面に15分
- 圏央道・日の出ICから青梅方面に15分
- 中央道・八王子ICから福生方面に45分